# Tir amb arc als Jocs Olímpics d'estiu de 1984
Als Jocs Olímpics d'Estiu de 1984 celebrats a la ciutat de Los Angeles (Estats Units d'Amèrica) es disputaren dues proves de tir amb arc, una en categoria masculina i una altra en categoria femenina. La competició tingué lloc entre els dies 8 i 11 d'agost de 1984 a les instal·lacions de tir de El Dorado Park (Long Beach).
Hi participaren un total de 109 arquers, 62 homes i 47 dones, de 35 comitès nacionals diferents.

## Resum de medalles
| Prova                      | Or             | Argent           | Bronze           |
| Individual masculí Detalls | Darrell Pace   | Richard McKinney | Hiroshi Yamamoto |
| Individual femení Detalls  | Seo Hyang-Soon | Li Lingiuan      | Kim Jin-Ho       |

## Medaller
| Posició | País            | Or | Argent | Bronze | Total |
| 1       | Estats Units    | 1  | 1      | 0      | 2     |
| 2       | Corea del Sud   | 1  | 0      | 1      | 2     |
| 3       | R.P. de la Xina | 0  | 1      | 0      | 1     |
| 4       | Japó            | 0  | 0      | 1      | 1     |